# Zodja Pereira
Zodja Pereira (Natal, 5 de dezembro de 1946) é uma atriz, dubladora, diretora de dublagem e empresária brasileira.

## Carreira
Zodja faz parte da história do teatro e TV brasileira. Interpretou Emília na versão de 1967 de Sítio do Pica Pau Amarelo exibida na TV Bandeirantes, participou das novelas, Vidas Marcadas na TV Record em 1973, Ídolo de Pano na TV Tupi em 1975, Um Dia, o Amor exibida no ano seguinte na mesma emissora e Uma Esperança no Ar da TVS em 1985. Em 2011, adquiriu a empresa Central Dubrasil, um estúdio-escola para dubladores.
Começou a carreia como dubladora em 1978. Ficou conhecida por seus trabalhos em tokusatsu, como Benikiba de Jiraiya, doutora Sazorian de Goggle V e Lady M de Machineman, e também por dublar a atriz Marie Cheatham [en] e Márcia em diversos especiais televisivos de Peanuts. Em 2007, ganhou, ao lado de Christiano Torreão, o Troféu Anime Dreams, entregue por toda uma carreira dedicada a dublagem no Prêmio Yamato.
Ela foi indicada ao Prêmio Yamato de Melhor Direção de Dublagem em 2010, por Os Cavaleiros do Zodíaco: The Lost Canvas. No teatro, participou da leitura dramática da peça Cora Coralina - Pelos Reinos de Goiás.

### Televisão
| Ano       | Título                    | Personagem |
| --------- | ------------------------- | ---------- |
| 1967-1969 | Sítio do Pica Pau Amarelo | Emília     |
| 1972      | Quero Viver               | Yeda       |
| 1973      | Vidas Marcadas            | Cida       |
| 1974-1975 | Ídolo de Pano             | Eva        |
| 1975-1976 | Um Dia, o Amor            | Sílvia     |
| 1976      | Papai Coração             | —          |
| 1985      | Uma Esperança no Ar       | —          |